# Polycodium melanocarpum
Polycodium melanocarpum là một loài thực vật có hoa trong họ Thạch nam. Loài này được (C. Mohr) Small miêu tả khoa học đầu tiên năm 1903.